# یازدهمین دوره جشن حافظ
یازدهمین مراسم سینمایی تلویزیونی دنیای تصویر (جشن حافظ) با نام شب باشکوه در تاریخ ۱۴ اسفند سال ۱۳۸۸ در مرکز همایش‌های برج میلاد تهران برگزار شد. در این دوره به دلیل توقیف موقت مجله در سال گذشته، فیلم‌های اکران شده در سال‌های ۱۳۸۶ و ۱۳۸۷ و همچنین سریال‌های پخش شده در این سال‌ها مورد بررسی قرار گرفته‌اند.
بهترین فیلم و بهترین مجموعه تلویزیونی این دوره به ترتیب آواز گنجشک‌ها و روزگار قریب بودند.

## برندگان اصلی
برندگان جایزه در سطر نخست فهرست، به صورت بزرگ نوشته می‌شوند و با یک ستاره (*) نشان داده می‌شوند.

### بخش سینمایی
| بهترین فیلم - آواز گنجشک‌ها – مجید مجیدی* - آتش سبز – قاسم قلی‌پور - اتوبوس شب – مهدی همایون‌فر - دایره زنگی – سید جمال ساداتیان - فرزند خاک – احمد میرعلایی | بهترین کارگردانی - کیومرث پوراحمد – اتوبوس شب* - محمدرضا اصلانی – آتش سبز - محمدحسین لطیفی – روز سوم - مجید مجیدی – آواز گنجشک‌ها - رضا میرکریمی – به همین سادگی |
| بهترین بازیگر مرد - رضا ناجی – آواز گنجشک‌ها* - حامد بهداد – روز سوم* - صابر ابر – دایره زنگی - پژمان بازغی – ریسمان باز - پرویز پرستویی – پاداش سکوت - خسرو شکیبایی – اتوبوس شب - مهرداد صدیقیان – اتوبوس شب - فرهاد قائمیان – دعوت - رضا کیانیان – همیشه پای یک زن در میان است - احمد نجفی – گرداب | بهترین بازیگر زن - بهاره رهنما – دایره زنگی* - هنگامه قاضیانی – به همین سادگی* - گلاب آدینه – آرامش در میان مردگان - پانته‌آ بهرام – بچه‌های ابدی - گوهر خیراندیش – دایره زنگی - مریلا زارعی – دعوت - مهتاب کرامتی – آتش سبز - باران کوثری – دایره زنگی - مهتاب نصیرپور – فرزند خاک - آنا نعمتی – زن دوم |
| بهترین فیلمنامه - اصغر فرهادی – دایره زنگی* - محمدرضا گوهری – فرزند خاک - کیومرث پوراحمد – اتوبوس شب - فرهاد توحیدی – پاداش سکوت - مجید مجیدی و مهران کاشانی – آواز گنجشک‌ها | بهترین فیلمبرداری - مهدی جعفری – اتوبوس شب* - فرج حیدری – پارک وی* - حمید خضوعی ابیانه – پابرهنه در بهشت - علیرضا زرین‌دست – سنگ، کاغذ، قیچی - تورج منصوری – آواز گنجشک‌ها |
| بهترین موسیقی متن - محمدرضا درویشی – آتش سبز* - فردین خلعتبری – اتوبوس شب - حسین علیزاده – آواز گنجشک‌ها - محمدرضا علیقلی – به همین سادگی - آریا عظیمی‌نژاد – پارک وی | بهترین تدوین - حسن حسن‌دوست – روز سوم* - کیومرث پوراحمد و بهرام دهقانی – اتوبوس شب - سعید حاجی‌میری – انعکاس - کاوه ایمانی و رضا شیروانی – روز سوم - هایده صفی‌یاری – دایره زنگی |
| بهترین طراحی صحنه و لباس - عباس بلوندی – فرزند خاک* - مجید لیلاجی – پابرهنه در بهشت - علی مربی – اتوبوس شب - ژیلا مهرجویی و شعله نواب تهرانی – آتش سبز - اصغر نژادایمانی – آواز گنجشک‌ها | بهترین چهره‌پردازی - مهری شیرازی – اتوبوس شب* - محسن بابایی – فرزند خاک - علی سام‌خواه – روز سوم - سعید ملکان – آواز گنجشک‌ها - محسن ملکی – آتش سبز |
| بهترین صدا - محمدرضا دلپاک – آواز گنجشک‌ها* - بهمن اردلان – دایره زنگی - مسعود بهنام و حسین ابوالصدق – اتوبوس شب - بهروز معاونیان – روز سوم - مهران ملکوتی – به همین سادگی | جایزه ویژه هیئت داوران - محمدرضا اصلانی – آتش سبز* |

### فیلم‌ها با نامزدی متعدد
| تعداد نامزدی‌ها | فیلم                        |
| -------------- | --------------------------- |
| ۱۱             | اتوبوس شب                   |
| ۹              | آواز گنجشک‌ها                |
| ۸              | دایره زنگی                  |
| ۶              | آتش سبز                     |
| ۵              | فرزند خاک                   |
| ۵              | روز سوم                     |
| ۴              | به همین سادگی               |
| ۲              | پاداش سکوت                  |
| ۲              | دعوت                        |
| ۲              | پارک وی                     |
| ۲              | پابرهنه در بهشت             |
| ۱              | ریسمان باز                  |
| ۱              | همیشه پای یک زن در میان است |
| ۱              | گرداب                       |
| ۱              | آرامش در میان مردگان        |
| ۱              | بچه‌های ابدی                 |
| ۱              | زن دوم                      |
| ۱              | سنگ، کاغذ، قیچی             |
| ۱              | انعکاس                      |
| ۱              | مجنون لیلی                  |

| تعداد جایزه | فیلم          |
| ----------- | ------------- |
| ۴           | آواز گنجشک‌ها  |
| ۳           | اتوبوس شب     |
| ۲           | روز سوم       |
| ۲           | دایره زنگی    |
| ۲           | آتش سبز       |
| ۱           | به همین سادگی |
| ۱           | پارک وی       |
| ۱           | فرزند خاک     |

### بخش تلویزیونی
| بهترین مجموعه تلویزیونی - روزگار قریب – کیانوش عیاری* - ترش و شیرین – ایرج محمدی و مهران مهام - ساعت شنی – رضا شکری - مدار صفر درجه – حسن بشکوفه - میوه ممنوعه – اسماعیل حنیفه              | بهترین کارگردانی - بهرام بهرامیان – ساعت شنی* - حسن فتحی – مدار صفر درجه - رضا عطاران – ترش و شیرین - کیانوش عیاری – روزگار قریب - احمد مرادپور – رقص پرواز         |
| بهترین فیلمنامه - علیرضا نادری و علیرضا کاظمی‌پور – میوه ممنوعه* - احمد رفیع‌زاده – ساعت شنی - سروش صحت و محمدرضا آریان – ترش و شیرین - کیانوش عیاری – ترش و شیرین - حسن فتحی – مدار صفر درجه | بهترین بازیگر مرد درام - مهدی هاشمی – روزگار قریب* - امیر جعفری – میوه ممنوعه - شهاب حسینی – مدار صفر درجه - پیام دهکردی – شهریار - علی نصیریان – میوه ممنوعه       |
| بهترین بازیگر زن درام - آزیتا حاجیان – ساعت شنی* - لاله اسکندری – رقص پرواز - هانیه توسلی – میوه ممنوعه - گوهر خیراندیش – میوه ممنوعه - مراوه شریفی‌نیا – ساعت شنی                           | بهترین بازیگر مرد کمدی - اردلان شجاع کاوه – چارخونه* - احمد پورمخبر – ترش و شیرین - مجید صالحی – سه در چهار - رضا عطاران – ترش و شیرین - مهران مدیری – مرد هزارچهره |
| بهترین بازیگر زن کمدی - مریم امیرجلالی – ترش و شیرین* - بهنوش بختیاری – چارخونه - فلامک جنیدی – چارخونه - شهره سلطانی – ترش و شیرین - مرجانه گلچین – بزنگاه                                 | |

### مجموعه‌ها با نامزدی متعدد
| تعداد نامزدی‌ها | مجموعه             |
| -------------- | ------------------ |
| ۷              | ترش و شیرین        |
| ۷              | میوه ممنوعه        |
| ۵              | ساعت شنی           |
| ۵              | مدار صفر درجه      |
| ۳              | روزگار قریب        |
| ۳              | چارخونه            |
| ۲              | رقص پرواز          |
| ۱              | شهریار             |
| ۱              | سه در چهار         |
| ۱              | مرد هزارچهره       |
| ۱              | بزنگاه             |
| ۱              | مرگ تدریجی یک رؤیا |
| ۱              | شکرانه             |

| تعداد جایزه | مجموعه             |
| ----------- | ------------------ |
| ۲           | روزگار قریب        |
| ۲           | ساعت شنی           |
| ۱           | میوه ممنوعه        |
| ۱           | چارخونه            |
| ۱           | ترش و شیرین        |
| ۱           | مدار صفر درجه      |
| ۱           | مرگ تدریجی یک رؤیا |

### جوایز دیگر
| یک عمر فعالیت هنری - منوچهر اسماعیلی* | بهترین فیلم مستند - مجتبی میرتهماسب – بانوی گل سرخ* |
| بهترین خواننده تیتراژ فیلم و مجموعه تلویزیونی - علیرضا قربانی – مدار صفر درجه* - رضا یزدانی – مرگ تدریجی یک رؤیا* - محمد اصفهانی – شکرانه - احسان خواجه‌امیری – میوه ممنوعه - مازیار فلاحی – مجنون لیلی |                                                     |